# Ханенко, Александр Иванович

Герб рода Ханенко

Ханенко, Александр Иванович (укр. Ханенко Олександр Іванович; 1805—10 июля 1895  †) — общественный и культурный деятель, историк, меценат, любитель и собиратель украинской старины. 

## Биография
Александр Иванович Ханенко происходил из украинского козацко-старшинского и дворянского рода Ханенко, из которого, в частности, происходил украинский гетман Михаил Ханенко. Александр Иванович был внуком Николая Даниловича Ханенко. В 40-х годах XIX века был предводителем дворянства Сурожского уезда. В 1858 году был избран членом Черниговского губернского комитета по улучшении быта крестьян и сразу заявил себя приверженцем последовавшей затем реформы 1861 года и отмены крепостного права. В 1860 году стал членом Черниговской межевой палаты. Познакомившись с историей межевания, написал «Исторический очерк межевых учреждений в Малороссии» (Чернигов, 1870). Ему принадлежат исторические очерки «Город Погар», напечатанный в газете «Черниговские губернские ведомости», а также «Святитель Феодосий Углицкий» в «Черниговских Епархиальных Известиях», «Историческое описание некоторых местностей Черниговской губернии» (1887), «Фамильные документы из рода Ханенко» (1889). Со слов Ханенко записаны рассказы Котлубицкого «Русский Архив» в 1866 и 1868 годах. Александр Иванович собрал значительное число старопечатных книг черниговского и киевского издания XVI — XVIII веков. Умер в 1895 году в возрасте 90 лет.